# 梯久美子
梯 久美子（かけはし くみこ、1961年 - ）は、日本のノンフィクション作家。

## 経歴
熊本県熊本市生まれ。5歳から北海道札幌市に育つ。父は陸軍少年飛行兵学校在学中に敗戦を迎え、戦後は自衛官。
北海道札幌藻岩高等学校、北海道大学文学部国文学科卒業。1984年サンリオに入社して、編集者となる。1986年に退社して女友達と、編集・広告プロダクションを起業。
2001年よりフリーライターとして「AERA」などにルポルタージュを執筆。丸山健二のすすめで執筆した「散るぞ悲しき 硫黄島総指揮官・栗林忠道」でノンフィクション作家となる。2014年から大宅壮一ノンフィクション賞選考委員（単行本部門）。
2019年秋より札幌市に帰住。

### 受賞歴
- 第37回大宅壮一ノンフィクション賞を受賞（2006年）-『散るぞ悲しき―硫黄島総指揮官・栗林忠道』
- 第68回読売文学賞（評論・伝記賞）（2017年）- 『狂うひと―『死の棘』の妻・島尾ミホ』
- 第39回講談社ノンフィクション賞（2017年）- 同上
- 第67回芸術選奨文部科学大臣賞（2017年）[6]

## 人物
サンリオ社の雑誌『詩とメルヘン』に、高校生のころから詩を書いて送るようになり、何度も掲載される。上京後、『詩とメルヘン』の編集長やなせたかしのもとで、編集者として薫陶を受ける。作家デビューの後、喜んだやなせに招かれた雑誌対談で、それまであまり世に知られていなかったやなせの戦争体験や弟のことを知る。
趣味は鉄道旅行であり、廃線紀行の本も出している。
北海道大学在学中はSTVラジオにアルバイトとして勤務しウイークエンドバラエティ 日高晤郎ショーなどに携わった

## 著書
- 『散るぞ悲しき―硫黄島総指揮官・栗林忠道』（新潮社、2005年 / 新潮文庫、2008年）
- 『世紀のラブレター』（新潮新書、2008年）
- 『昭和二十年夏、僕は兵士だった』（角川書店、2009年 / 角川文庫、2011年）
- 『昭和の遺書―55人の魂の記録』（文春新書、2009年 / 増補・中公文庫、2025年）
- 『昭和二十年夏、女たちの戦争』（角川書店、2010年 / 角川文庫、2012年)
- 『硫黄島 栗林中将の最期』（文春新書、2010年 / 増補・文春文庫、2015年)
- 『昭和二十年夏、子供たちが見た日本』（角川書店、2011年）/ 増補『―　子供たちが見た戦争』（角川文庫、2013年）
- 『TOKYO初夜ものがたり』（角川書店、2012年）
- 『百年の手紙―日本人が遺したことば』（岩波新書、2013年）
- 『猫を抱いた父』（求龍堂、2013年）/ 増補『好きになった人』（ちくま文庫、2018年）
- 『声を届ける―10人の表現者』（求龍堂、2013年）
- 『廃線紀行―もうひとつの鉄道旅』（カラー版中公新書、2015年）
- 『勇気の花がひらくとき　やなせたかしとアンパンマンの物語』（フレーベル館、2015年、ISBN 978-4-577-04305-9）[10]
- 『愛の顚末 純愛とスキャンダルの文学史』（文藝春秋、2015年 /「― 恋と死と文学と」文春文庫、2018年）
- 『狂うひと─「死の棘」の妻・島尾ミホ』（新潮社、2016年 / 新潮文庫、2019年）
- 『原民喜―死と愛と孤独の肖像』（岩波新書、2018年）
- 『サガレン―樺太／サハリン 境界を旅する』（角川書店、2020年 / 角川文庫、2023年)
- 『この父ありて─娘たちの歳月』（文藝春秋、2022年）
- 『戦争ミュージアム』（岩波新書、2024年）
- 『やなせたかしの生涯 アンパンマンとぼく』（文春文庫、2025年）- 文庫オリジナル

### 朗読番組
- 朗読「戸田恵子が読む、梯久美子『やなせたかしの生涯』」（2025年6月7日 - 28日、NHKラジオ第1） - 全4回で朗読[11][12]

## テレビ番組（出演）
- ラウンドちゅうごく「悲しみから逃げない ～没後70年 原民喜の言葉～」（NHK、2021年5月7日・6月20日・12月7日放送）
- クローズアップ現代＋「茨木のり子 “個”として美しく～発見された肉声～」（NHK、2022年1月19日放送）
- NHK短歌「実感的 表現力アップ『組織』」（NHK Eテレ、2024年3月17日）
- 先人たちの底力　知恵泉（ちえいず）「やなせたかし～『遠回り』に込められた生き方〜」（NHK、2025年3月25日）

## ラジオ番組（出演）
- マイあさ！「著者からの手紙」「私のお気に入り」（NHKラジオ、2020年5月31日）
- 日本郵便 SUNDAY'S POST（TOKYO FM、2020年8月9日）
- ラジオ深夜便「『ノンフィクション』」を書く喜び」（NHKラジオ、2021年4月27日・9月21日）
- FUTURES（JFN系列局、2024年8月15日）
- 大竹まことゴールデンラジオ！（文化放送、2024年11月11日）
- THE G.O.A.T（ラジオJFN、2025年3月7日）
- ¡ hon−yomokka !（TokyoFM、2025年3月9日・16日）
- Nらじ（NHKラジオ、2025年3月14日）
- 放送100年　保阪正康が語る昭和人物史（NHKラジオ、2025年度）進行役　2025年4月6日～　毎週日曜日　他
- アフター6ジャンクション2（TBSラジオ、2025年6月10日 20:20～20:50「ビヨンド・ザ・カルチャー」：やなせたかしの生涯から振り返る、ヒーローとしてのアンパンマン特集 by 梯久美子、21:15～21:30「カルチャーワンショット」：作詞家・詩人としてのやなせたかしに迫る by 梯久美子）